# A.J. Muste
Abraham Johannes "A.J." Muste, född 8 januari 1885, död 11 februari 1967, var en nederländskfödd amerikansk präst och politisk aktivist. 
Han är mest ihågkommen för sin roll i arbetar- och vänsterrörelserna på 1920- och 30-talen och för sitt arbete i den amerikanska fredsrörelsen från 1941 till sin död 1967. Han hade också ett stort inflytande på den amerikanska medborgarrättsrörelsen.

## Biografi
Muste föddes den 8 januari 1885 i den lilla hamnstaden Zierikzee i Zeeland, i sydvästra Nederländerna. Hans far, Martin Muste, var en kusk för en adelsfamilj i staden. Med begränsade möjligheter i Nederländerna emigrerade Martin Muste med sin familj till USA som tredjeklasspassagerare i januari 1891. I USA utbildade A.J. Muste sig till pastor och började sin karriär inom den Nederländska reformerta kyrkan. 
Under Första världskriget blev Muste en övertygad pacifist. Hans antimilitaristiska åsikter ledde till att han lämnade sin konservativa församling.
Han engagerade sig i fackföreningsrörelsen och ledde den stora textilarbetarstrejken i Lawrence 1919. På 1930-talet grundade han det socialistiska American Workers Party.
År 1936 hade Muste en religiös upplevelse som påverkade honom starkt. Efter det minskade han sitt engagemang i fackföreningsrörelsen för att återvända till sina rötter inom kristen pacifism. Under 1940- och 50-talen ledde han Fellowship of Reconciliation. Han blev också en mentor för medborgarrättsrörelsen. Muste kämpade mot McCarthyism och protesterade mot kärnvapen i USA. 
Under 1960-talet blev han en framstående röst i motståndet mot Vietnamkriget. Han berättas ha stått utanför Vita huset med ett ljus varje natt under kriget, oavsett om det regnade eller inte.

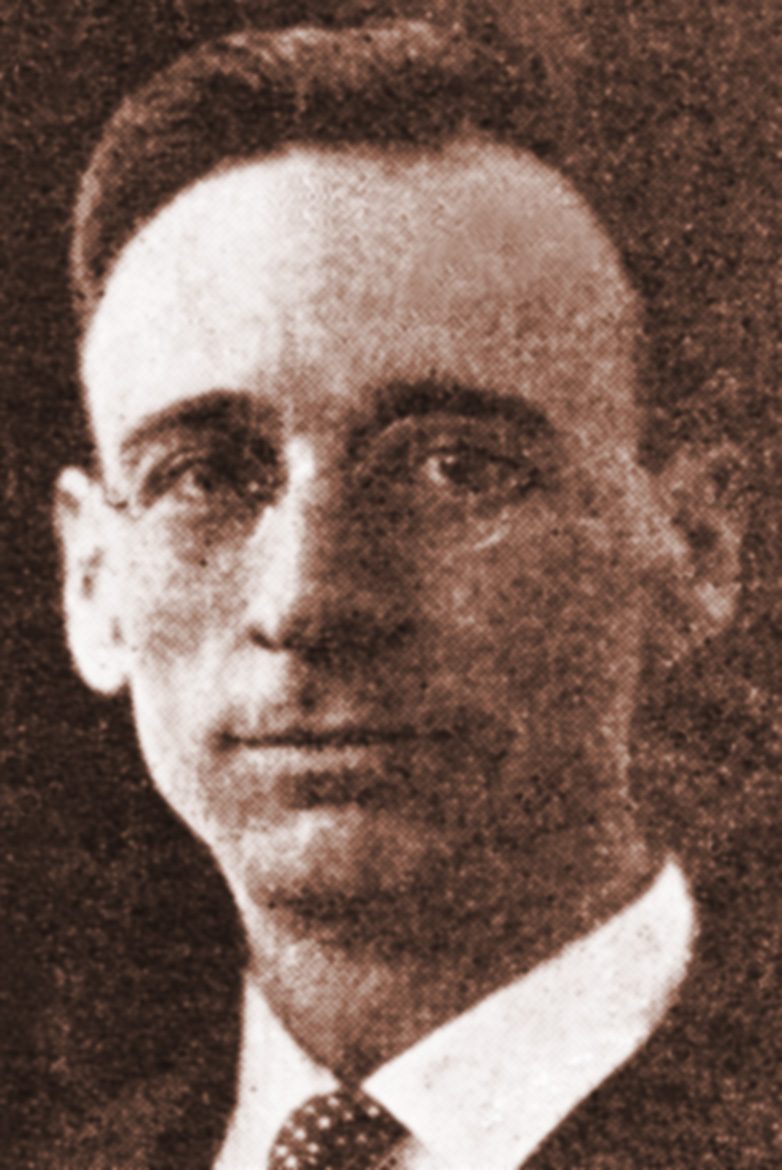
Muste 1931

## Eftermäle
A.J. Muste avled den 11 februari 1967 vid 82 års ålder. Han hyllades av politikern Norman Thomas för att under sitt liv ha gjort en "anmärkningsvärd ansträngning att visa att pacifism inte på något sätt var passivism och att det kunde finnas något sådant som en icke-våldslig social revolution."
Till Mustes minne grundades A.J. Muste Memorial Institute i New York, som stödjer aktivistgrupper.
Noam Chomsky lyfte 1969 fram Muste som en principfast motståndare till Andra världskriget och diskuterade hans arv i boken American Power and the New Mandarins.
Muste spelas av Bill Irwin i filmen Rustin från 2023.
Den dokumentära filmserien Radical for Peace handlar om Muste.